# Frederick Etchen
Frederick Etchen   (Coffeyville, 25 de setembre de 1884 - Phoenix, 6 de novembre de 1961) va ser un tirador estatunidenc que va competir durant les dècades de 1920 i 1930.
El 1924 va prendre part en els Jocs Olímpics de París, on va disputar dues proves del programa de tir. Guanyà la medalla d'or en la prova de la fossa olímpica per equips, formant equip amb Frank Hughes, Samuel Sharman, William Silkworth, John Noel i Clarence Platt, mentre en la prova individual de fossa fou vint-i-quatrè.